# Mani Curi (amic de Ciceró)
Mani Curi (llatí: Manius Curius) va ser un dels amics més íntims de Ciceró i es coneixien des de la seva infantesa. Formava part de la gens Cúria, una família romana d'origen plebeu. Ciceró el descriu com un dels homes més amables, sempre disposat a servir als seus amics i com a mestre d'urbanitat i bons costums.
Va viure molts anys a Patres a Acaia. Quan Tir, el llibert de Ciceró, es va posar malalt a Patres (cap a l'any 50 aC), Curi el va cuidar a casa seva. Ciceró el va recomanar per carta a Servi Sulpici Lemonià, governador d'Acaia, i al seu successor Aucte (Auctus).
Sembla que l'amistat entre Curi i Pomponi Àtic era encara més forta que entre Ciceró i Curi. Quan Curi va fer testament, Àtic i Ciceró van ser els seus hereus. Ciceró rebia una quarta part de les seves propietats, i Àtic la resta. Entre les cartes de Ciceró als seus amics n'hi ha tres dirigides a Curi, i una, de Curi a Ciceró.